# Nord des États-Unis

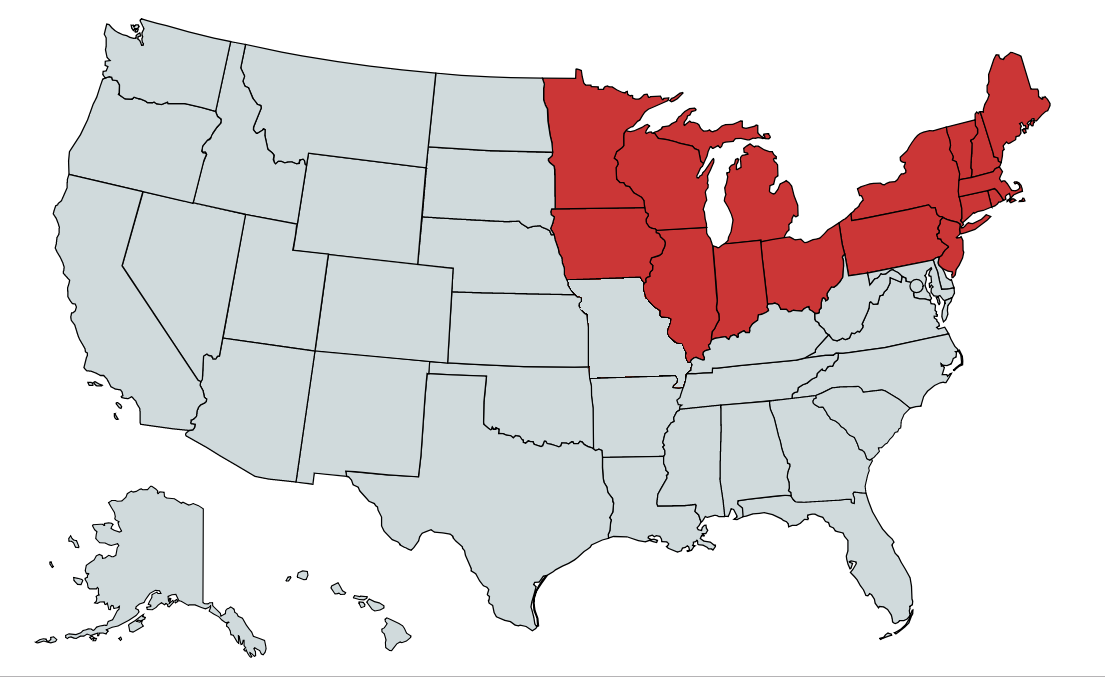
Les États en rouge sont considérés par le Bureau du recensement des États-Unis comme faisant partie de la région géographique du Nord des États-Unis.

Le Nord des États-Unis constitue une grande région géographique des États-Unis. Les Américains se réfèrent à cette région simplement par « le Nord ».

## Géographie
Il est divisé par le Bureau du recensement des États-Unis en Midwest (région partiellement incluse dans celle du Nord) et Nord-Est des États-Unis, chacune de ses deux régions ayant aussi ses sous-régions, comme la Nouvelle-Angleterre par exemple.
Sur le plan géographique, le terme englobe les États et les régions des États-Unis qui sont situés dans la partie la plus septentrionale du pays. Il inclut les États situés le long de la frontière canado-américaine, de la région des Grands Lacs à l'océan Atlantique.

## Centres urbains
Parmi les villes les plus importantes par leur population dans le Nord des États-Unis figurent : New York, Chicago, Philadelphie, Boston, Pittsburgh, Columbus, Indianapolis, Cleveland, Cincinnati, Minneapolis, Saint Paul, Buffalo, Milwaukee, Détroit et Des Moines.
Le Nord des États-Unis comprend également la majeure partie de la mégalopole appelée le BosWash, qui s’étend sur 800 kilomètres entre Boston et Washington et constitue la mégalopole la plus peuplée et la plus urbanisée des États-Unis. La mégalopole des Grands Lacs, appelée ChiPitts, est une zone géographique située entre Chicago et Pittsburgh et se trouve également dans le nord des États-Unis, principalement dans les régions des Grands Lacs et du Midwest.

## Climat
Le Nord des États-Unis a un climat continental humide. Il reçoit généralement de grandes quantités de neige en hiver voire des tempêtes de neige et des blizzards.